# Порт-Еранзес (Техас)
Порт-Еранзес (англ. Port Aransas) — місто (англ. city) в США, в окрузі Нюесес штату Техас. Населення — 2904 особи (2020).

## Географія
Порт-Еранзес розташований за координатами 27°49′15″ пн. ш. 97°5′21″ зх. д. / 27.82083° пн. ш. 97.08917° зх. д. (27.820898, -97.089193).  За даними Бюро перепису населення США в 2010 році місто мало площу 36,44 км², з яких 23,14 км² — суходіл та 13,31 км² — водойми.

## Демографія
Згідно з переписом 2010 року, у місті мешкало 3480 осіб у 1638 домогосподарствах у складі 967 родин. Густота населення становила 95 осіб/км².  Було 3817 помешкань (105/км²).
Расовий склад населення:
| - 94,2 % — білих - 1,3 % — азіатів - 0,9 % — корінних американців - 0,3 % — чорних або афроамериканців - 0,1 % — вихідців з тихоокеанських островів - 1,2 % — осіб інших рас |

До двох чи більше рас належало 2,0 %. Частка іспаномовних становила 7,7 % від усіх жителів.
За віковим діапазоном населення розподілялося таким чином: 16,4 % — особи молодші 18 років, 64,5 % — особи у віці 18—64 років, 19,1 % — особи у віці 65 років та старші. Медіана віку мешканця становила 49,6 року. На 100 осіб жіночої статі у місті припадало 104,6 чоловіків;  на 100 жінок у віці від 18 років та старших — 101,6 чоловіків також старших 18 років.
Середній дохід на одне домашнє господарство  становив 74 197 доларів США (медіана — 48 604), а середній дохід на одну сім'ю — 97 123 долари (медіана — 68 359). За межею бідності перебувало 10,7 % осіб, у тому числі 6,4 % дітей у віці до 18 років та 3,2 % осіб у віці 65 років та старших.
Цивільне працевлаштоване населення становило 1940 осіб. Основні галузі зайнятості: мистецтво, розваги та відпочинок — 24,5 %, освіта, охорона здоров'я та соціальна допомога — 19,4 %, науковці, спеціалісти, менеджери — 11,8 %, фінанси, страхування та нерухомість — 6,9 %.